# Nordvogesen

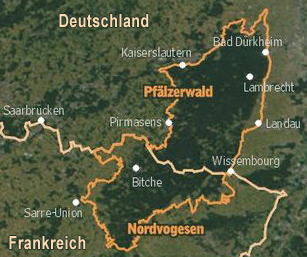
Das Gebiet der Nordvogesen als Teil des Biosphärenreservats Pfälzerwald-Vosges du Nord

Als Nordvogesen (französisch Vosges du Nord) werden in Frankreich  hauptsächlich der südliche Teil des Pfälzerwalds von der Zaberner Steige bis zur deutsch-französischen Grenze sowie zum Teil auch noch andere, daran angrenzende, französische Gebiete bezeichnet. Ihr Kernbereich wird „Basses-Vosges gréseuses“ (deutsch niedere Sandsteinvogesen) genannt.
Es handelt sich dabei allerdings nicht um einen Naturraum im eigentlichen Sinne, da ein solcher durch die Form der Landschaft und nicht den Verlauf von politisch festgelegten Grenzen definiert wird. Auch haben die Nordvogesen nach deutscher Lesart geographisch betrachtet nichts mit den eigentlichen Vogesen zu tun, die an der Zaberner Steige enden. Das Gebiet nördlich der deutsch-französischen Grenze wird hingegen auch in Frankreich naturräumlich als „Pfälzerwald“ (französisch Forêt palatine) bezeichnet, wodurch dieser dort ebenfalls nur als „Pseudo-Naturraum“ mit teilweise politischen statt ausschließlich naturräumlichen Grenzen definiert ist.
Das Gebiet der Nordvogesen liegt in der Region Grand Est (bis 2015 Elsass und Lothringen) in den Départements Bas-Rhin und Moselle.

## Geographie und Geologie
Die Fläche beträgt 120.000 ha, der höchste Berg ist der Grand Wintersberg bei Niederbronn-les-Bains mit 581 m, das Gestein ist Buntsandstein. Geologisch gehören die Nordvogesen zum Pfälzerwald, da sie aber in Frankreich liegen, hat sich dort der französische Name „Vosges du Nord/Nordvogesen“ eingebürgert. Sie entwässern über die weitgehend parallel in südöstlicher Richtung fließenden Bäche und Flüsse Wieslauter, Saarbach/Sauer, Falkensteinerbach, Nördliche Zinsel und Moder zum Oberrhein. Die Täler werden durch Pässe verbunden, die zwischen 400 und 500 m hoch sind. 

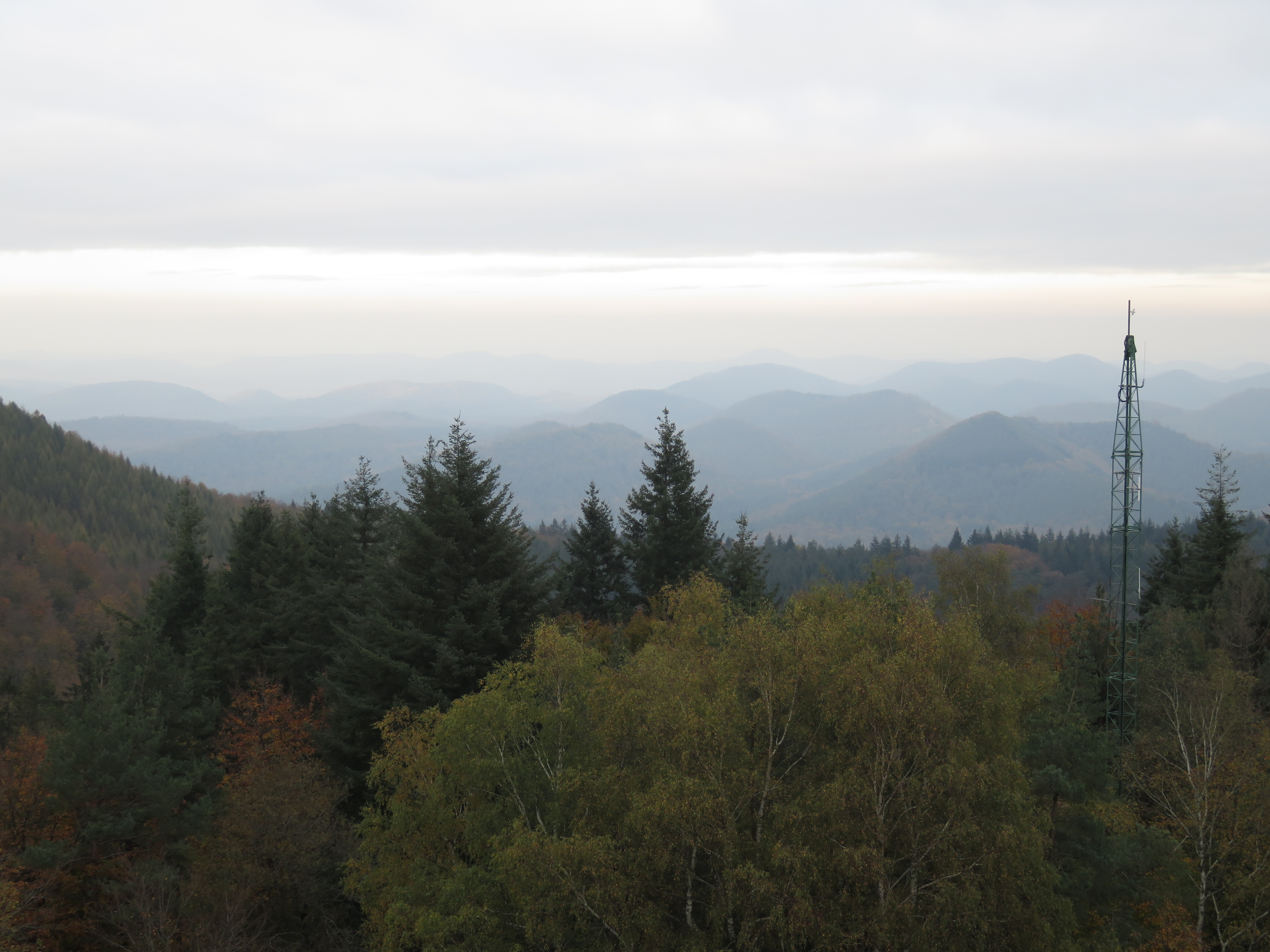
Blick vom Grand Wintersberg

## Vegetation
Der Wald bedeckt mehr als 72.000 ha, fast 60 % der Fläche. Er besteht hauptsächlich aus Buchen, mit Eichen und Nadelbäumen gemischt. In den Tälern wurde früher Landwirtschaft betrieben, wegen der mageren Böden wird heute fast nur noch Rinder- und Schafzucht betrieben. Um die Täler freizuhalten, werden sie von Highland Rindern beweidet. Im Nordwesten liegt der Truppenübungsplatz Bitsch. Da die Umgebung seit langem langen von Zivilpersonen nicht betreten werden darf, hat sich hier ein Biotop mit Seen und Sümpfen entwickelt, ein Rückzugsort für Wildtiere. Die meisten Moore befinden sich im mittleren Teil des Regionalparks, wo viele Wasserläufe auf breite, flache Täler treffen. Viele Moore sind durch vom Menschen gebaute Wehre entstanden. Manche Moore erreichen eine Tiefe von mehr als 4 m.

## Geschichte
Die erste bestätigte Besiedelung erfolgte ca. 2000 v. Chr. Kelten und später Römer besiedelten das Gebiet. Nach der Teilung des Fränkisches Reichs im 9. Jahrhundert fiel es an das Ostreich, das Heilige Römische Reich. Im 17. Jahrhundert wurde es an Frankreich angegliedert, im 19. und 20. Jahrhundert wechselte es mehrmals die Zugehörigkeit zu Frankreich und Deutschland. Ab dem Hochmittelalter (12. Jahrhundert) sicherten die Herren ihre Besitztümer durch Burgen, die ab dem 16. Jahrhundert und besonders im Dreißigjährigen Krieg zerstört wurden. Die Ruinen sind noch erhalten, z. B. Burg Fleckenstein bei Lembach. Unter Ludwig XIV. wurden die Burg Lichtenberg und die Zitadelle von Bitsch zu Festungen ausgebaut, in den 1930er Jahren befestigte Frankreich seine Grenze mit der Maginot-Linie, mehrere der Großfestungen befinden sich in diesem Gebiet, z. B. Four à Chaux in Lembach. Traditionell spricht man in den Nordvogesen deutsch, pfälzischer (nördlich) oder alemannischer (südlich) Dialekt, seit dem Zweiten Weltkrieg geht der Gebrauch zugunsten von Französisch zurück.

## Wirtschaft
Der Waldreichtum wurde schon immer durch die Gewinnung von Bau- und Feuerholz genutzt. Sägewerke verarbeiteten das Holz, in Lembach sind 2022 noch zwei in Betrieb. Ab dem 15. bzw. 17. Jahrhundert entstanden Glashütten und Eisenschmelzen, die mit Holzkohle betrieben wurden. Die Bäche und Flüsse lieferten die Energie zum Antrieb von Mühlen, Hammerwerken und Gebläsen für die Schmelzöfen. Nachfolger der Eisenschmelzen findet man in Reichshoffen, Niederbronn und Zinswiller. Glashütten in Meisenthal, Wingen-sur-Moder und Saint-Louis-lès-Bitche haben auch überlebt. Der Sandstein wurde und wird heute noch abgebaut, z. B. in Rothbach. In Merkwiller-Pechelbronn wurde ab dem 15. Jahrhundert bis ins 20. Jahrhundert Erdöl gefördert. Im Mittelalter wurden Stauseen zur Fischzucht und für die Eisen- und Glashütten angelegt. Heute werden sie noch touristisch genutzt, z. B. der Hanauer Weiher (französisch Étang de Hanau).

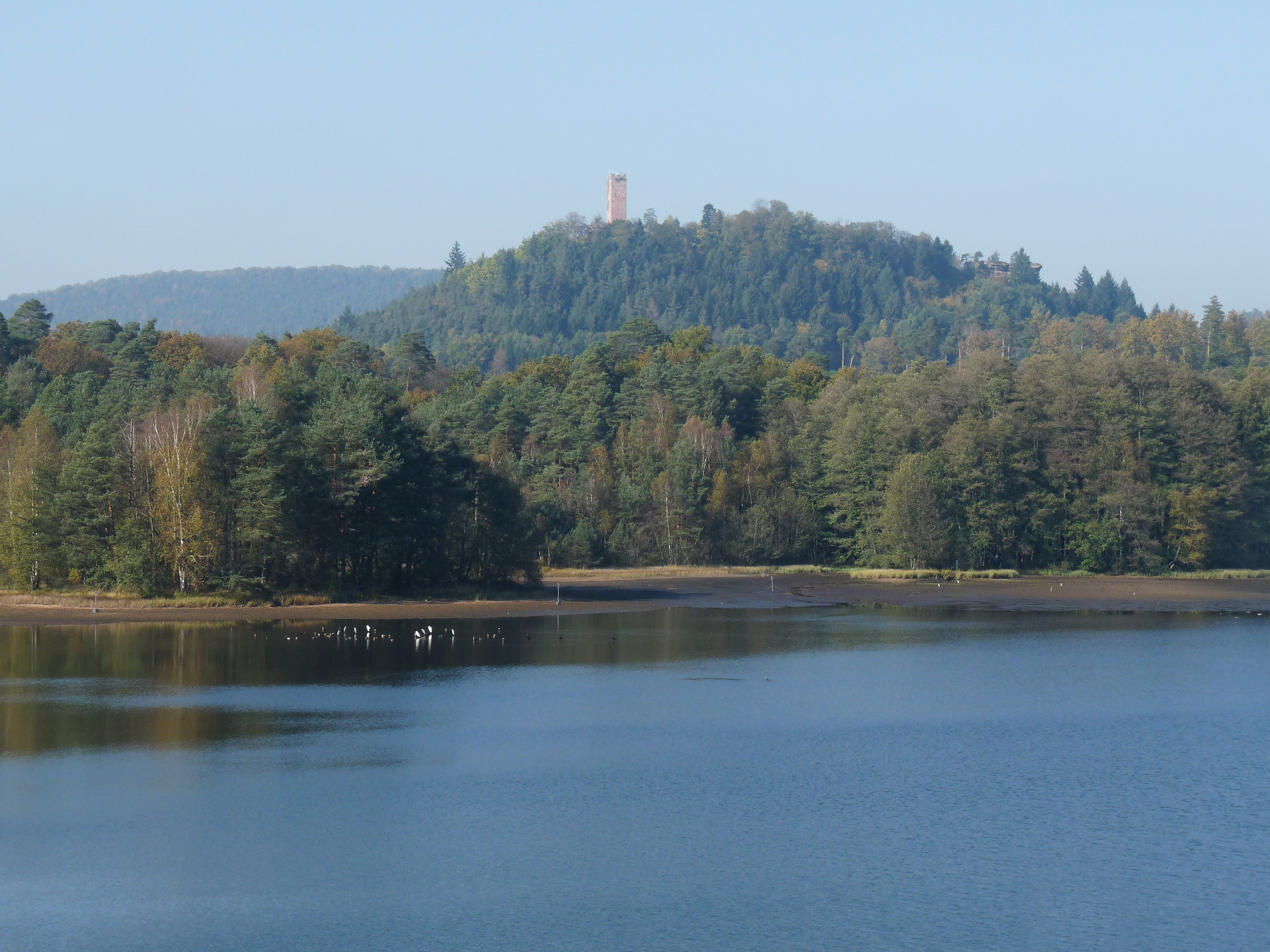
Hanauer Weiher, im Hintergrund Burg Waldeck

 Thermalquellen wurden schon von den Römern in Niederbronn genutzt, heute sind Kuranstalten in Niederbronn und Morsbronn-les-Bains in Betrieb. Ab dem 19. Jahrhundert wurde der Tourismus bedeutend, der heute ein wichtiger Arbeitgeber ist. Im Jahr 2024 wurden 3772 Kuren in Niederbronn-Les-Bains und Morsbronn-Les-Bains durchgeführt.
Das Jagdrecht wird immer noch durch das deutsche Recht aus der Reichslandzeit (1871–1918) bestimmt. Das Jagdrecht liegt bei den Kommunen oder bei den privaten Landbesitzern und wird versteigert. Die Jagdpächter müssen ihr Revier bewirtschaften, insbesondere den Wildbestand regulieren.

## Verkehr
Die Nordvogesen wurden erst spät verkehrstechnisch erschlossen, die Straße von Wissembourg nach Bitsch wurde erst im 18. Jahrhundert als Militärstraße ausgebaut. Nach Norden in die Pfalz gibt es nur zwei größere Straßenverbindungen: im Osten von Lembach in Richtung Dahn, im Westen von Bitsch nach Pirmasens. Die Autobahn A4 Strasbourg-Saverne führt südlich an dem Gebiet vorbei. Im Jahr 1869 wurde eine Eisenbahnverbindung von Haguenau nach Bitsch über Niederbronn eröffnet, wobei der Streckenabschnitt Niederbronn-Bitsch 2014 wieder stillgelegt wurde.

## Kultur
Benediktiner-Abteien in Wissembourg, Sturzelbronn und Neuwiller-lès-Saverne christianisierten die Nordvogesen, im 16. Jahrhundert wurde die Gegend reformiert. Juden sind seit dem 14. Jahrhundert nachgewiesen. Kirchen, Klöster und Synagogen sind Zeugen der Zeit. Die Burgruinen werden seit dem 19. Jahrhundert restauriert und z. T. zu Museen umgewandelt, z. B. Lichtenberg. Die Kriege haben ihre Spuren hinterlassen, so der 1870er Krieg in Woerth, Soldatengräber aus dem Ersten Weltkrieg findet man in Weiler bei Wissembourg, die Bauwerke der Maginot-Linie stammen aus dem Zweiten Weltkrieg, Soldatengräber des Zweiten Weltkriegs findet man in Niederbronn.

## Grenzgebiet
Im Grenzgebiet Pfälzerwald-Nordvogesen wird heute die Zusammenarbeit der Gebietskörperschaften in Frankreich und Deutschland betrieben.

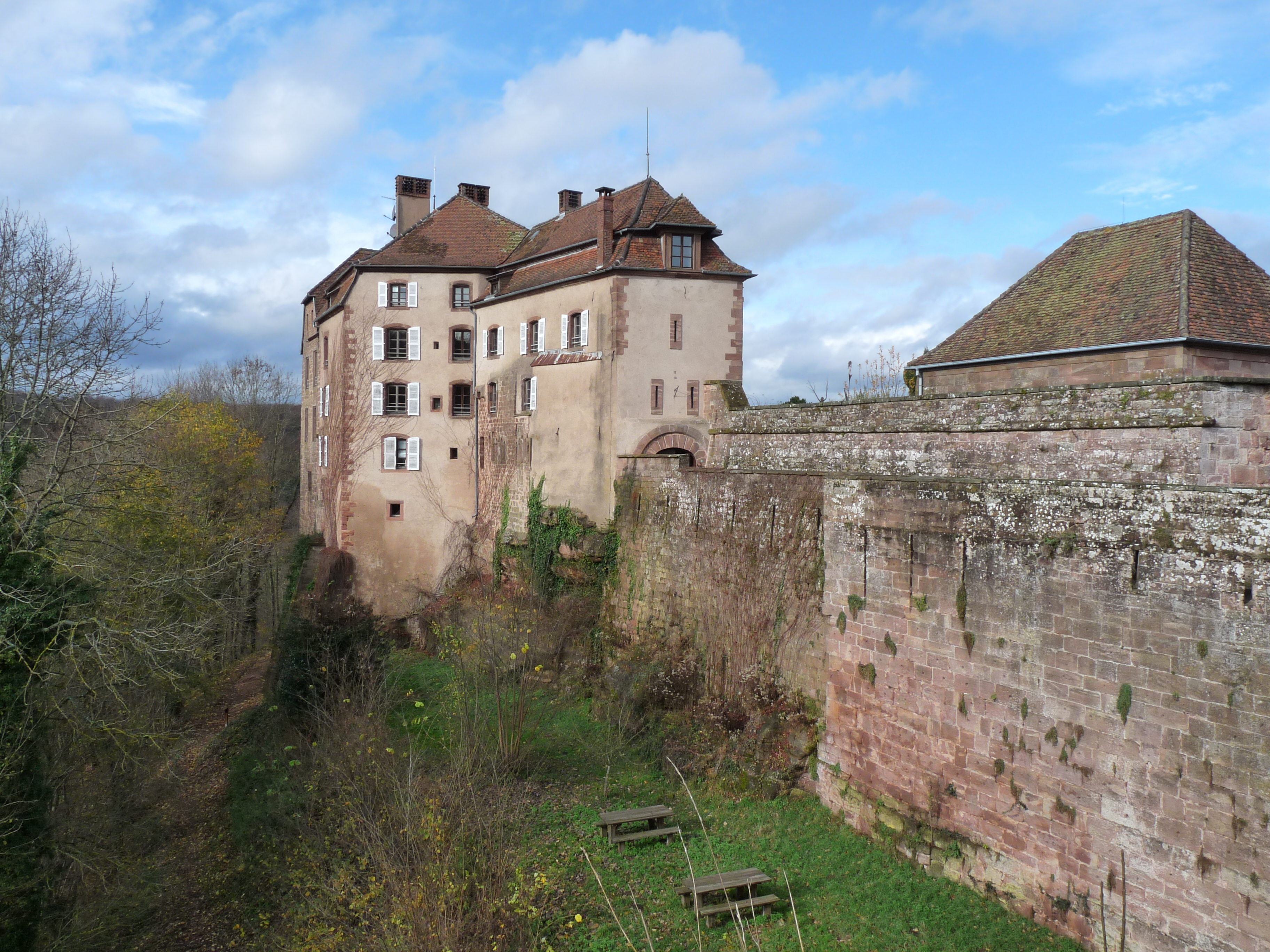
Château de La Petite-Pierre - Verwaltung des Biosphärenreservat Pfälzerwald-Vosges du Nord

Erstes Beispiel ist das Biosphärenreservat Pfälzerwald-Vosges du Nord, das gemeinsam verwaltet wird. Wander- und Fahrradwege werden gemeinsam geplant und unterhalten.
Auch im Kleinen funktioniert die Zusammenarbeit, z. B. im zweisprachigen Kindergarten der Gemeinden Liederschiedt (Bitscherland) und Schweix (Pirmasens), der genau auf der deutsch-französischen Grenze erbaut wurde. Auch die Tiere profitieren davon: 2022 sind die ersten Luchse aus dem Pfälzerwald in die Nordvogesen eingewandert.

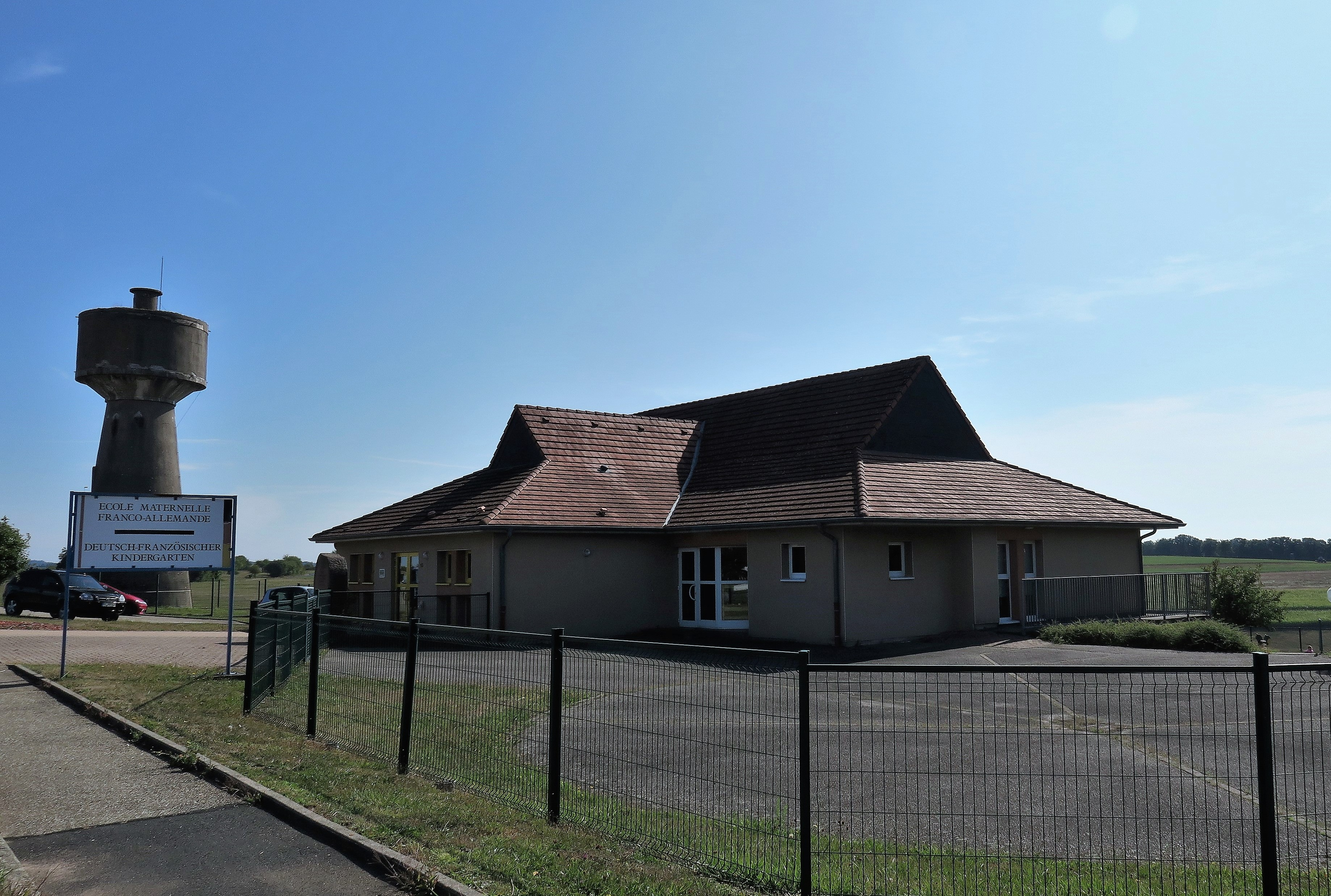
Deutsch-Französischer Kindergarten Liederschiedt (Lothringen) und Schweix (Pfalz)